# スマイルスカッシュ
スマイルスカッシュは、DDTプロレスリングのユニットである。
2012年にHARASHIMA、KUDO、ヤス・ウラノの3名でウラシマクドウとして結成されたが、KUDOの脱退、彰人の加入に伴いユニット名をスマイルスカッシュとして活動している。

## 概要
- 2012年9月19日新木場大会で全ユニットが解散し、続々と新しいユニットが誕生した中、KUDOがHARASHIMA&ヤス・ウラノを呼び込み同ユニット結成を持ちかけた[1]。
- 9月30日後楽園大会で会議に会議を重ねた結果決定したユニット名「ウラシマクドウ」を発表。ユニット名の由来はウラノのウラ、HARASHIMAのシマ、KUDOのクドウを繋いだもの。また浦島太郎は竜宮城に行きあっと言う間に時を過ごしたが、自分たちは玉手箱を開けずに楽しいことをいっぱいやって35年第一線で戦い続けるという意味を込めて。35年は、KUDOがマンションを購入して組んだ35年ローンから由来している。[2]
- 2014年2月23日後楽園大会でKUDOがHARASHIMAの所持するKO-D無差別級王座挑戦を表明し同時に脱退することを表明。HARASHIMA、ヤス・ウラノの2名でウラシマというユニット名とし、いろんな選手と組んでいくこととなる。
- 4月5日ラゾーナ川崎大会で中澤マイケルが加わって「ウラシマイケル」となったが、1日だけで終わった。
- 5月9日新宿FACE大会で彰人が加入。ユニット名をスマイルスカッシュとし、活動中。ユニット名は発表当日までヤスのY、彰人のA、HARASHIMAのHをつなげて「YAH YAH YAH」とする予定であったが、当日昼に報道されたとあるニュースの影響で急遽、バトル☆メンで公募した中から「スマイルスカッシュ」というユニット名となる。[3]

## 歴史

### 2012年
- 10月8日札幌大会でKUDOが負傷欠場し、その助っ人としてエビスコ酒場で働いていた妻木洋夫（現：FUMA）が10月13日の横浜大会から加入した[4]。試合後にヤス・ウラノが負傷欠場。
- 11月18日大阪大会でヤス・ウラノが復帰。

### 2013年
- 1月6日横浜大会でHARASHIMAとヤス・ウラノがタッグで藤波辰爾&MIKAMI組からKO-Dタッグ王座を奪取した。
- その後4度防衛したが2013年5月3日、佐藤光留&坂口征夫 に敗れ王座陥落。
- 2月17日後楽園ホール大会でKUDOが復帰し、同大会のメインイベントでHARASHIMAがケニー・オメガの保持するKO-D無差別級王座に挑戦したが片翼の天使で敗れた。HARASHIMAは下顎骨骨折のため負傷欠場となる。
- 3月20日後楽園ホール大会でHARASHIMAが復帰。同大会でHARASHIMAはいつでもどこでも挑戦権を獲得するが4月13日新宿FACE大会でMIKAMIに敗れ移動する。
- 3月24日仙台大会で高木三四郎の所持するいつでもどこでも挑戦権をヤス・ウラノが獲得。しかし3月30日高岡大会で彰人に敗れ移動。
- 3月31日大阪大会で石井慧介の所持するいつでもどこでも挑戦権をヤス・ウラノが獲得。しかし4月21日清水大会で佐々木大輔に敗れ移動。
- 5月6日山形大会でMIKAMIの所持するいつでもどこでも挑戦権をヤス・ウラノが獲得。しかし5月26日広島大会で石井慧介に敗れ移動。
- 5月12日大阪大会でHARASHIMAが次期KO-D無差別級選手権挑戦者決定戦で佐藤光留に敗れる。
- 6月14日小倉大会でKUDOとヤス・ウラノが佐藤光留と坂口征夫の所持するKO-Dタッグ王座に挑戦するも敗れる。
- 7月7日大阪大会KING of DDTトーナメント決勝戦でHARASHIMAがケニー・オメガを下し優勝。両国大会KO-D無差別級タイトルマッチ挑戦権を手にする。
- 7月30日闘うビアガーデン2013にてウラシマクドウプロデュースデー開催。
- 8月18日両国大会で入江茂弘に勝利しHARASHIMAが第46代KO-D無差別級王者として認定される。
- 8月25日新宿大会でヤス・ウラノがHARASHIMAの所持するKO-D無差別級に挑戦することを表明。
- 9月22日四日市大会でHARASHIMAが左膝を負傷し23日横浜大会を欠場。
- 9月29日後楽園ホール大会でHARASHIMAがヤス・ウラノに勝利しKO-D無差別級王座初防衛。
- 10月2日DDT48総選挙結果発表。KUDOが14位（158票）、ヤス・ウラノが11位（174票）、HARASHIMAが4位（344票）となり、全員10月20日に行われるDDT Special 2013への出場を決めた。
- 10月20日後楽園ホール大会でHARASHIMAがKO-D無差別級選手権&アイアンマンヘビーメタル級選手権ダブルタイトルマッチでDDT48総選挙で1位だった男色ディーノに勝利。KO-D無差別級王座二度目の防衛に成功、また977代アイアンマン王者となる。
- 11月4日大阪ボディーメーカースタジアム大会でHARASHIMAがKO-D無差別級選手権&DDT EXTREME級選手権&アイアンマンヘビーメタル級選手権 トリプルタイトルマッチでアントーニオ本多に勝利。KO-D無差別級王座3度目の防衛、アイアンマンヘビーメタル級王座防衛に成功。第25代DDT EXTREME級王者に認定され、KO-D無差別級・DDT EXTREME級・アイアンマンヘビーメタル級3冠王となる。
- 11月6日紅白プロレス合戦 UWA世界タッグ選手権3WAYマッチでKUDO、ヤス・ウラノがツトム・オースギ、ヘラクレス千賀に挑戦するが失敗。
- 11月17日DDT EXTREME級選手権試合でHARASHIMAが目隠し乳隠しマッチでアントーニオ本多に勝利。初防衛に成功。
- 11月23日DDT EXTREME級選手権試合でHARASHIMAが①1カウントvs10カウントハンディキャップマッチ②ドントスピークデスマッチ③しりとり技マッチの３本勝負でDJニラに勝利。DDT EXTREME級王座二度目の防衛に成功。
- 11月28日武蔵小金井駅前商店会プロレス　KO-Dタッグ選手権試合　路上3wayマッチで木高イサミ＆宮本裕向に挑戦するが奪取ならず。
- 12月15日博多大会でHARASHIMAが坂口征夫に敗れアイアンマンヘビーメタル級王座陥落。
- 12月23日後楽園ホール大会で坂口征夫に勝利しKO-D無差別級王座4度目の防衛に成功、またHARASHIMAが第979代アイアンマンヘビーメタル級王者と認定される。
- 12月31日年越しプロレス「天下統一! 3団体最強決定トーナメント」でHARASHIMAが優勝。

## メンバー
- HARASHIMA（リーダー）

## 元メンバー
- FUMA（自然脱退）
- KUDO（2014年2月23日脱退）
- 彰人（2017年3月25日脱退）
- 宮本裕向（2018年4月29日脱退）
- ヤス・ウラノ（2018年4月29日脱退）
- 高尾蒼馬（2018年5月8日脱退）

## 獲得タイトル
- 第46代KO-Dタッグ王座（獲得日2013年1月6日、陥落日2013年5月3日/防衛4回）

HARASHIMA&ヤス・ウラノ
- 第56代KO-Dタッグ王座（獲得日2016年8月28日-陥落日2016年10月9日/防衛1回）

HARASHIMA&宮本裕向
- 第46代KO-D無差別級王座（獲得日2013年8月18日、陥落日2014年3月23日/防衛6回）
- 第48代KO-D無差別級王座（獲得日2014年5月25日、陥落日2015年2月15日/防衛7回）
- 第50代KO-D無差別級王座（獲得日2015年4月29日、陥落日2015年5月31日/防衛1回）
- 第56代KO-D無差別級王座（獲得日2016年3月21日、陥落日2016年4月24日/防衛2回）
- 第60代KO-D無差別級王座（獲得日2016年12月4日、陥落日2017年3月20日/防衛3回）

HARASHIMA
- 第25代DDT EXTREME級選手権（獲得日2013年11月4日、陥落日2014年3月1日/防衛4回）
- 第41代DDT EXTREME級選手権（獲得日2018年4月29日）

HARASHIMA
- 第30代DDT EXTREME級選手権（獲得日2014年9月28日、陥落日2015年2月15日/防衛5回）
- 第32代DDT EXTREME級選手権（獲得日2015年3月29日、陥落日2015年7月19日/防衛3回）

彰人
- 第40代DDT EXTREME級選手権（獲得日2017年12月30日）

宮本裕向
- 第977、979代アイアンマンヘビーメタル級王座（獲得日2013年10月20日・12月23日、陥落日12月15日・2014年1月13日）

HARASHIMA
- 第987、989代アイアンマンヘビーメタル級王座（獲得日2014年1月26日・1月26日、陥落日1月26日・1月26日）

ヤス・ウラノ
- 第992代アイアンマンヘビーメタル級王座（獲得日2014年2月23日、陥落日2月23日）

彰人